# 都城聖ドミニコ学園高等学校
都城聖ドミニコ学園高等学校（みやこのじょうせいドミニコがくえんこうとうがっこう）は宮崎県都城市下長飯町にあるカトリック系の私立高等学校。宮崎女子高等学校、聖心ウルスラ学園高等学校が男女共学になったため、現在宮崎県内では唯一の女子校である。

## 沿革
- 1969年4月 - 聖ドミニコ女子修道会により創設。
- 1988年4月 - 宮崎カリタス修道女会に経営が引継がれる[2]。

## 学科
- 普通科[3]
  - リベラルアーツコース
  - キャリアアーツコース

## 部活動
- サッカー[1]
- バドミントン
- バレー
- 陸上
- ダンス
- 家庭
- 茶道
- 音楽（ハンドベル・合唱・軽音）
- コンピュータ
- カトリック研究

## アクセス
- バス：JR九州日豊本線都城駅より宮崎交通梅北・川原谷線に乗車、「聖ドミニコ学園前」バス停下車